# More of the Great Lorez Alexandria
More of the Great Lorez Alexandria è un album in studio della cantante jazz statunitense Lorez Alexandria, pubblicato nel 1964.

## Tracce
1. But Beautiful (Johnny Burke, Jimmy van Heusen) - 4:18
2. Little Boat (O Barquinho) (Ronaldo Bôscoli, Roberto Menescal) - 2:17
3. Dancing on the Ceiling (Lorenz Hart, Richard Rodgers) - 1:32
4. It Might as Well Be Spring (Oscar Hammerstein II, Rodgers) - 6:58
5. Once (It S'Aim Aient) (Norman Gimbel, Guy Magenta, Eddy Marney) - 2:20
6. The Wildest Gal in Town (Sammy Fain, Jack Yellen) - 2:54
7. Angel Eyes (Earl Brent, Matt Dennis) - 4:53
8. This Could Be the Start of Something Big (Steve Allen) - 2:20
9. No More (Tutti Camarata, Bob Russell) - 3:09
10. That Far Away Look (Marilyn Bergman, Alan Bergman, Fain) - 2:25